# Habronattus bulbipes
Habronattus bulbipes es una especie de araña saltadora del género Habronattus, familia Salticidae. Fue descrita científicamente por Chamberlin & Ivie en 1941.
Habita en los Estados Unidos.